# Пейн, Терри
Те́ренс Ла́йонел Пейн (англ. Terence Lionel Paine; род. 23 марта 1939, Уинчестер, Англия) — английский футболист. Пейн сыграл 811 матчей на позиции нападающего за английский клуб «Саутгемптон» (709 матчей в Лиге и 109 в других турнирах; текущий рекорд футбольного клуба) и 111 матчей в Лиге на позиции полузащитника за «Херефорд Юнайтед». Также провёл 19 матчей в составе сборной Англии и стал победителем чемпионата мира 1966 года, который проводился в Англии.

## Карьера
Трудился рабочим на заводе по производству вагонов.

### Клубная

#### «Уинчестер Сити»
До начала профессиональной карьеры Пейн играл в местном клубе «Уинчестер Сити». В 1956 году был на пробах в клубах «Портсмут» и «Арсенал». В пробном матче за последний забил два мяча. Гарри Осман — тренер «Уинчестер Сити» и бывший игрок клуба «Саутгемптон» — рассказал тогдашнему тренеру «святых» Теду Бейтсу о потенциале Пейна и уже в августе 1956 года в газете «Футбольное эхо» появилась статья с заголовком «Терри Пейн, нападающий „Уинчестер Сити“, которым интересовался клуб „Арсенал“, теперь добавлен в список игроков». В итоге, Пейн попал в состав клуба «Саутгемптон».

#### «Саутгемптон»
В августе 1956 года Пейн подписал с клубом любительский контракт и уже в феврале 1957 года был подписан полноценный контракт с командой. В следующем месяце дебютировал в матче Футбольной лиги Англии против клуба «Брентфорд», за неделю до своего восемнадцатого дня рождения. В том матче, который закончился вничью со счётом 3:3, Пейн не забил ни одного мяча, но присутствующая на матче публика была поражена его навыками дриблинга и ударами с обеих ног. Неделей позже, в свой день рождения, Пейн отличился в матче против клуба «Олдершот», который закончился вничью со счётом 1:1.
В клубе «Саутгемптон» сыграл 709 матчей в лиге, забив 160 мячей, а также 102 матча в кубках и других турнирах, забив ещё 27 мячей.

#### «Херефорд Юнайтед»
Эра Пейна в «Саутгемптоне» закончилась вместе с уходом тренера команды Тэда Бейтса. Летом 1974 года Пейн перешёл в клуб «Херефорд Юнайтед», за который сыграл ещё 111 матчей и установил рекорд с 824 сыгранными матчами в лиге. И несмотря на то, что данный рекорд был превзойдён Тони Фордом (931 матч) и вратарём Питером Шилтоном (1005 матчей). За свой вклад в английский футбол в 1977 году был награждён орденом Британской империи.

### В сборной
В составе сборной стал победителем розыгрыша Кубка мира 1966 года в Англии. На турнире провёл единственный матч против сборной Мексики, в котором получил травму.

### Тренерская
В 1980 году был тренером клуба «Челтнем Таун», в котором ранее играл в период с 1979 по 1980 гг.

## Достижения
- Победитель розыгрыша чемпионата мира: 1966

## Интересные факты
- В финале чемпионата мира 1966 года против сборной ФРГ только 11 игроков сборной Англии получили медали. В результате проведённой кампании, организованной футбольной ассоциацией Англии на специальной церемонии 10 июня 2009 года на «Даунинг Стрит, 10» Гордон Браун вручил медали остальным футболистам и членам команды[1].